# منصور يواش
مَنْصُور يَوَاش (بالتركية: Mansur Yavaş)‏ من مواليد 23 مايو 1955. هو محام وسياسي تركي وعمدة سابق لبلدية بيبازاري في أنقرة. اُنتخب يواشُ عمدة أنقرة عاصمة تركيا عن حزب الشعب الجمهوري في الانتخابات المحلية لعام 2019.